# ایستگاه گانرزبوری
ایستگاه گانرزبوری (انگلیسی: Gunnersbury station) یکی از ایستگاه‌های خط ناحیه متروی لندن و خط شمال متروی زمینی لندن است.
این ایستگاه که در منطقه هانزلو لندن قرار دارد در سال ۱۸۶۹ میلادی تأسیس شده‌است.